# Ghettotech
Ghettotech is een vorm van elektronische dansmuziek die zijn oorsprong heeft in Detroit en Chicago. Het combineert elementen van Chicago's ghettohouse met electro, techno, hiphop en UK garage. Het is met een slordige 145 tot 170 bpm meestal veel sneller dan de meeste soorten dansmuziek en kent meestal pornografische teksten.
De spelling en ook het gebruik van het woord ghettotech is onbegrensd. Andere schrijfwijzen zijn onder andere Ghetto Tech, GetoTek, Ghettotec, en andere namen zijn onder andere Detroit Bass (die deze titel deelt met de electro rond Detroit), Booty Bass (die deze titel deelt met bouncemuziek) en Booty Music (een soort overkoepelende term waaronder dit genre valt).
De ghettotechstijl werd ontwikkeld door aan select aantal dj's en producers uit voornamelijk Detroit, met een sterke invloed van de UK garage en voortdurende invloed van Chicago's ghettohouse. Het bestaat in Detroit reeds sinds omstreeks 1994.
Enkele ghettotech-artiesten zijn Bass 305, DJ Assault, DJ Godfather, Mister Ries, Big Daddy Rick, DJ Deeon en de Detroit Grand Pubahs.